# 布雷特维尔勒拉贝
布雷特维尔勒拉贝（法語：Bretteville-le-Rabet，法語發音：[bʁɛtvil lə ʁabɛ] ⓘ）是法国卡尔瓦多斯省的一个市镇，属于卡昂区。

## 地理
布雷特维尔勒拉贝（49°1'30"N, 0°15'34"W）面积4.53 平方千米，位于法国诺曼底大区卡爾瓦多斯省，该省份为法国西北部沿海省份，北濒大西洋英吉利海峡，东北与滨海塞纳省以海上边界相接，东临厄尔省，南至奧恩省，西与芒什省接壤。
与布雷特维尔勒拉贝接壤的市镇（或旧市镇、城区）包括：科维库尔、埃特雷拉康帕涅、格兰维尔-朗加讷里、苏瓦尼奥勒、于尔维尔。

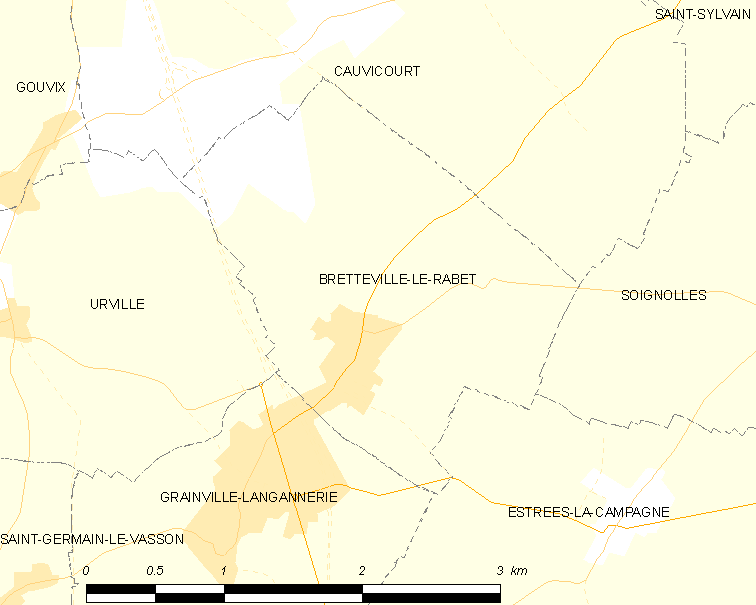
布雷特维尔勒拉贝的OSM定位图

布雷特维尔勒拉贝的时区为UTC+01:00、UTC+02:00（夏令时）。

## 行政
布雷特维尔勒拉贝的邮政编码为14190，INSEE市镇编码为14097。

## 政治
布雷特维尔勒拉贝所属的省级选区为勒奥姆县。

## 人口

1962-2008年间布雷特维尔勒拉贝人口变化图示

布雷特维尔勒拉贝于2022年1月1日时的人口数量为297人。